# Poul Erik Andreasen
Poul Erik Andreasen (født 17. december 1949) er en dansk fodboldtræner, der er talentudviklingschef i AaB.

## Spillerkarriere
Som spiller spillede han for Nørresundby BK, B 1903 og AaB.

## Trænerkarriere
Andreasen var cheftræner i AaB 1990-1995 og var således manden bag AaBs første danske mesterskab i 1995.
Fra 1996 til 1998 var han træner for norske Viking FK, som han bl.a. fik en tredjeplads i Tippeligaen med.
Han var efterfølgende kortvarigt træner for Vejle Boldklub fra hans afsættelse ved årsskiftet 2000 frem til slutningen af maj 2000. Det var reelt tidligere, end han oprindeligt skulle være startet, idet han i første gang først skulle have tiltrådt stillingen som cheftræner pr. 1. juni 2000.
Han tiltrådte dernæst en stilling som udviklingschef i AaB pr. 1. august 2000. Den første periode frem til årsskiftet var en overgangsperiode, da Poul Erik Kristensen som talentudviklingschef først fratrådte stillingen ved udgangen af 2000. I 2002 blev han atter træner for AaB, for hvem han kun var træner for frem til september 2003, hvor parterne blev enige om at stoppe samarbejdet.
Andreasen vendte efterfølgende tilbage som chef for talentudviklingen (ITU-chef), hvilket han har været siden. Efter fyringen af cheftræneren Bruce Rioch i oktober 2008 overtog Andreasen dog stillingen som midlertidig assistenttræner under Allan Kuhn.